# پاتریک گوردون واکر
پاتریک گوردون واکر (انگلیسی: Patrick Gordon Walker؛ ۷ آوریل ۱۹۰۷ – ۲ دسامبر ۱۹۸۰) یک سیاست‌مدار اهل بریتانیا بود.